# Epimecis conjugaria
Epimecis conjugaria là một loài bướm đêm trong họ Geometridae.